# Clémence de Trèves
Pour les articles homonymes, voir Clémence.
Clémence de Hohenberg naquit en Rhénanie au début du XIIe siècle. Elle épousa le comte de Spanheim, et devenue veuve, entra dans une abbaye bénédictine d'Horrès aux alentours de Trèves, où elle vécut dans l'exercice constant de la plus fervente prière et de la plus profonde charité, jusqu'à sa mort, le 21 mars 1176.
Béatifiée, Clémence est fêtée le 21 mars.